# فرانکلین فارل
فرانکلین فارل (انگلیسی: Franklin Farrell; ۲۳ مارس ۱۹۰۸ – ۲ ژوئیهٔ ۲۰۰۳) بازیکن هاکی روی یخ اهل ایالات متحده آمریکا بود.